# Kazuhiko Tanabe
Kazuhiko Tanabe (田辺 和彦 Tanabe Kazuhiko?, nacido el 3 de junio de 1981 en Ishikawa) es un exfutbolista japonés. Jugaba de centrocampista y su último club fue el Yokogawa Musashino de Japón.

## Trayectoria

### Clubes
| Club               | País  | Año         |
| ------------------ | ----- | ----------- |
| Shonan Bellmare    | Japón | 1999 - 2003 |
| Yokogawa Musashino | Japón | 2004 - 2006 |